# Jean-Claude Périsset
Jean-Claude Périsset (ur. 13 kwietnia 1939 w Estavayer-le-Lac) – szwajcarski duchowny katolicki, arcybiskup, nuncjusz apostolski.

## Życiorys
28 czerwca 1964 otrzymał święcenia kapłańskie i został inkardynowany do diecezji Lozanny, Genewy i Fryburga. W 1971 rozpoczął przygotowanie do służby dyplomatycznej na Papieskiej Akademii Kościelnej.
16 listopada 1996 został mianowany przez Jana Pawła II sekretarzem pomocniczym Papieskiej Rady do spraw Popierania Jedności Chrześcijan oraz biskupem tytularnym Accia. Sakry biskupiej 6 stycznia 1997 r. udzielił mu papież Jan Paweł II. 
12 listopada 1998 został mianowany pro-nuncjuszem apostolskim w Rumunii oraz (od 2003) akredytowanym przedstawicielem w Mołdawii. Jednocześnie podniesiono go do godności arcybiskupa tytularnego Iustiniana Prima.
15 października 2007 został przeniesiony do nuncjatury w Niemczech. 21 września 2013 zastąpił go abp Nikola Eterović